# Popular Problems
Albums de Leonard Cohen
Old Ideas
(2012) You Want It Darker
(2016)
Popular Problems est le treizième album studio du chanteur canadien Leonard Cohen, sorti le 23 septembre 2014.

## Illustrations
Le livret fourni avec l'album est illustré par des photographies retouchées de Leonard Cohen cirant ses chaussures avant ses concerts. Ces photographies ont été prises par Kezban Özcan, l'assistante du chanteur, amusée par cette manie.

## Liste des chansons
| No | Titre                 | Auteur                          | Durée |
| -- | --------------------- | ------------------------------- | ----- |
| 1. | Slow                  | Leonard Cohen / Patrick Leonard | 3:25  |
| 2. | Almost Like the Blues | Leonard Cohen / Patrick Leonard | 3:28  |
| 3. | Samson in New Orleans | Leonard Cohen / Patrick Leonard | 4:39  |
| 4. | A Street              | Leonard Cohen / Anjani Thomas   | 3:32  |
| 5. | Did I Ever Love You   | Leonard Cohen / Patrick Leonard | 4:10  |
| 6. | My Oh My              | Leonard Cohen / Patrick Leonard | 3:36  |
| 7. | Nevermind             | Leonard Cohen / Patrick Leonard | 4:39  |
| 8. | Born in Chains        | Leonard Cohen                   | 4:55  |
| 9. | You Got Me Singing    | Leonard Cohen / Patrick Leonard | 3:31  |

## Personnel
- Leonard Cohen : Chant
- Romain Benabdelkader : TopLiner
- James Harrah : Guitares
- Patrick Leonard : Claviers
- Joe Ayoub : Basse
- Brian MacLeod : Batterie
- Alexandru Bublitchi : Violon
- Charlean Carmon, Dana Glover, Donna De Lory : Chœurs

## Classements et certifications
| Classement                         | Meilleure position |
| ---------------------------------- | ------------------ |
| Allemagne (Media Control AG)       | 4                  |
| Australie (ARIA)                   | 6                  |
| Autriche (Ö3 Austria Top 40)       | 1                  |
| Belgique (Flandre Ultratop)        | 1                  |
| Belgique (Wallonie Ultratop)       | 2                  |
| Danemark (Tracklisten)             | 1                  |
| Espagne (Promusicae)               | 3                  |
| États-Unis (Billboard 200)         | 15                 |
| Finlande (Suomen virallinen lista) | 2                  |
| France (SNEP)                      | 2                  |
| Italie (FIMI)                      | 5                  |
| Norvège (VG-lista)                 | 1                  |
| Nouvelle-Zélande (RIANZ)           | 1                  |
| Pays-Bas (Mega Album Top 100)      | 1                  |
| Portugal (AFP)                     | 1                  |
| Royaume-Uni (UK Albums Chart)      | 5                  |
| Suède (Sverigetopplistan)          | 5                  |
| Suisse (Schweizer Hitparade)       | 1                  |

| Pays        | Association      | Certification | Ventes/Équivalences |
| ----------- | ---------------- | ------------- | ------------------- |
| Autriche    | IFPI Austria     | or            | 7 500               |
| Canada      | Music Canada     | platine       | 80 000              |
| Danemark    | IFPI Danmark     | platine       | 20 000              |
| France      | SNEP             | or            | 50 000              |
| Hongrie     | MAHASZ           | or            | 1 000               |
| Pologne     | ZPAV             | platine       | 20 000              |
| Royaume-Uni | BPI              | argent        | 60 000              |
| Suisse      | IFPI Switzerland | or            | 10 000              |